# تعريفات الوحدات الأساسية للنظام الدولي للوحدات 2005-2019
تتناول هذه المقالة تعريفات وحدات النظام الدولي للوحدات قبل إعادة تعريف 2019 للوحدات الأساسية للنظام الدولي للوحدات
من عام 2005 إلى أوائل عام 2019، كانت تعريفات الوحدات الأساسية للنظام الدولي للوحدات كما يلي:
| # | الاسم    | الرمز | يقيس                 | التعريف الرسمي لما قبل 2019 (2005) | الأصل التاريخي / التبرير | البعد الرمز |
| - | -------- | ----- | -------------------- | --- | --- | ----------- |
| 1 | متر      | m     | الطول                | "المتر هو طول المسار الذي يسلكه الضوء في الفراغ خلال فترة زمنية قدرها 1/299792458 من الثانية." 17th CGPM (1983, Resolution 1, CR, 97) | 1 / 10000 من المسافة من خط استواء الأرض إلى القطب الشمالي مقاسة على المحيط المار بباريس. | L           |
| 2 | كيلوغرام | kg    | الكتلة               | "الكيلوجرام هو وحدة الكتلة؛ يساوي كتلة النموذج الأولي الدولي للكيلوغرام." 3rd CGPM (1901, CR, 70) | كتلة لتر واحد من الماء عند درجة حرارة ذوبان الجليد. اللتر يساوي ألف من المتر المكعب. | M           |
| 3 | ثانية    | s     | الزمن                | "الثانية هي مدة 9192631770 فترات الإشعاع المقابلة للانتقال بين مستويين فائق الدقة للحالة الأرضية لذرة السيزيوم 133." 13th CGPM (1967/68, Resolution 1; CR, 103) "يشير هذا التعريف إلى ذرة السيزيوم عند درجة حرارة 0 كلفن." (Added by CIPM in 1997) | اليوم مقسم على 24 ساعة، كل ساعة مقسمة على 60 دقيقة، كل دقيقة مقسمة على 60 ثانية. الثانية هي 1 / (24 × 60 × 60) من اليوم. | T           |
| 4 | أمبير    | A     | التيار الكهربائي     | "الأمبير هو ذلك التيار الثابت الذي، إذا تم الحفاظ عليه في موصلين متوازيين مستقيمين بطول لانهائي، بمقطع عرضي دائري مهمل، ووضع مسافة متر واحد في الفراغ، سينتج بين هذين الموصلات قوة تساوي 2×10−7 نيوتن لكل متر من الطول" 9th CGPM (1948) | تم تعريف "الأمبير المطلق" الأصلي على أنه 0.1 وحدة كهرومغناطيسية. تم تعريف "الأمبير الدولي" الأصلي كهربيًا على أنه التيار المطلوب لإيداع 1.118 ملليغرام من الفضة في الثانية من محلول نترات الفضة. بالمقارنة مع SI-أمبير، فإن الفرق هو 0.015٪. | I           |
| 5 | كلفن     | K     | درجة الحرارة المطلقة | "كلفن، وحدة درجة الحرارة الديناميكية الحرارية، هي الجزء 1/273.16 من درجة الحرارة الديناميكية الحرارية للنقطة الثلاثية للماء." 13th CGPM (1967/68, Resolution 4; CR, 104) "يشير هذا التعريف إلى الماء الذي يحتوي على تركيبة نظيرية محددة بدقة بالكمية التالية من نسب المادة: 0.000 155 76 مول من 2H لكل مول من 1H ،0.000 379 9 مول من 17O لكل مول من 16O، و0.002 005 2 مول من 18O لكل مول من 16O." (Added by CIPM in 2005)                                   | مقياس سِلِسْيُوس: يستخدم مقياس كلفن الدرجة المئوية لزيادة الوحدة، ولكنه مقياس ديناميكي حراري (0 K هو الصفر المطلق). | Θ           |
| 6 | مول      | mol   | كمية مادة            | "1. المول هو كمية مادة نظام يحتوي على عدد من الكيانات الأولية مثل عدد الذرات في 0.012 كيلوغرام من الكربون 12؛ رمزها هو "مول". 2. عند استخدام المول، يجب تحديد الكيانات الأولية وقد تكون ذرات أو جزيئات أو أيونات أو إلكترونات أو جسيمات أخرى أو مجموعات محددة من هذه الجسيمات." 14th CGPM (1971, Resolution 3; CR, 78) "في هذا التعريف، من المفهوم أن الذرات غير المقيدة للكربون 12، بالإشارة إلى حالة السكون وفي حالتها الأساسية." (Added by CIPM in 1980) | الوزن الذري أو الوزن الجزيئي مقسومًا على ثابت الكتلة المولية، 1 جم/مول. | N           |
| 7 | قنديلة   | cd    | شدة ضيائية           | "الشمعة هي شدة الإضاءة، في اتجاه معين، لمصدر ينبعث منه إشعاع أحادي اللون بتردد 540×1012 هرتز وله شدة إشعاع في هذا الاتجاه تبلغ 1 / 683 وات لكل ستراديان." 16th CGPM (1979, Resolution 3; CR, 100) | الاستطاعة الشمعية، التي تعتمد على الضوء المنبعث من شمعة مشتعلة ذات خصائص قياسية. | J           |